# Podregija Mrkonjić Grad
Podregija Mrkonjić Grad (srp. Субрегија Мркоњић Град) je jedna od dviju podregija mezoregije Banje Luke, odnosno u njenu je sastavu.

## Zemljopis
Obuhvaća općine:
- Mrkonjić Grad
- Ribnik
- Kupres (RS)
- Istočni Drvar
- Petrovac
- Jezero